# Amblyaspis nana
Amblyaspis nana är en stekelart som beskrevs av Sundholm 1970. Amblyaspis nana ingår i släktet Amblyaspis och familjen gallmyggesteklar. Inga underarter finns listade i Catalogue of Life.